# Yuko Kavaguti
Yuko Kavaguti (川口 悠子, Kawaguchi Yūko, em russo:  Юко Кавагути; Funabashi, Japão, 20 de novembro de 1981) é uma ex-patinadora artística nipo-russa. Ela conquistou com Alexander Smirnov duas medalhas de bronze em campeonatos mundiais, duas medalhas de ouro, duas de prata e uma de bronze em campeonatos europeus e foi três vezes campeã do campeonato nacional russo. Kavaguti e Smirnov disputaram os Jogos Olímpicos de Inverno de 2010 onde terminaram na quarta posição. Com Devin Patrick, ela foi campeã do campeonato nacional japonês. Com Alexander Markuntsov, ela foi medalhista de prata do Campeonato Mundial Júnior e bicampeã do campeonato nacional japonês. Kavaguti também disputou as competições individuais, sendo medalhista de bronze do Campeonato Mundial Júnior.

## Principais resultados

### Duplas

#### Com Alexander Smirnov pela Rússia
| Resultados | Resultados        | Resultados        | Resultados        | Resultados        | Resultados       | Resultados        | Resultados       | Resultados    | Resultados        | Resultados        | Resultados       | Resultados    | Resultados    |
| Internacional | Internacional     | Internacional     | Internacional     | Internacional     | Internacional    | Internacional     | Internacional    | Internacional | Internacional     | Internacional     | Internacional    | Internacional | Internacional |
| Evento/Temporada | 2006– 2007        | 2007– 2008        | 2008– 2009        | 2009– 2010        | 2010– 2011       | 2011– 2012        | 2012– 2013       | 2013– 2014    | 2014– 2015        | 2015– 2016        | 2016– 2017       |               |               |
| --- | ----------------- | ----------------- | ----------------- | ----------------- | ---------------- | ----------------- | ---------------- | ------------- | ----------------- | ----------------- | ---------------- | ------------- | ------------- |
| Jogos Olímpicos |                   |                   |                   | 4.ª               |                  |                   |                  |               |                   |                   |                  |               |               |
| Campeonato Mundial | 9.ª               | 4.ª               | Medalha de bronze | Medalha de bronze | 4.ª              | 7.ª               | 6.ª              |               | 5.ª               |                   |                  |               |               |
| Campeonato Europeu |                   | Medalha de bronze | Medalha de prata  | Medalha de ouro   | Medalha de prata | WD                | 5.ª              |               | Medalha de ouro   | WD                |                  |               |               |
| GP Grand Prix Final |                   | 5.ª               | 5.ª               | 5.ª               |                  | Medalha de bronze | 6.ª              |               | 6.ª               | Medalha de bronze |                  |               |               |
| GP Cup of China |                   |                   |                   |                   |                  | Medalha de ouro   | Medalha de prata |               |                   | Medalha de ouro   | 6.ª              |               |               |
| GP NHK Trophy |                   |                   |                   | Medalha de prata  |                  | Medalha de ouro   |                  | WD            | Medalha de prata  |                   |                  |               |               |
| GP Rostelecom Cup | Medalha de bronze | Medalha de bronze | Medalha de prata  | Medalha de prata  | Medalha de ouro  | Medalha de prata  |                  |               |                   | Medalha de prata  |                  |               |               |
| GP Skate America |                   |                   |                   |                   |                  |                   |                  |               | Medalha de ouro   |                   |                  |               |               |
| GP Skate Canada International |                   | Medalha de bronze | Medalha de ouro   |                   | WD               |                   |                  | WD            |                   |                   | 5.ª              |               |               |
| GP Trophée Éric Bompard |                   |                   |                   |                   |                  |                   | Medalha de ouro  |               |                   |                   |                  |               |               |
| CS Mordovian Ornament |                   |                   |                   |                   |                  |                   |                  |               |                   | Medalha de ouro   |                  |               |               |
| CS Nebelhorn Trophy |                   |                   |                   |                   |                  |                   |                  |               | Medalha de ouro   |                   |                  |               |               |
| CS Ondrej Nepela Trophy |                   |                   |                   |                   |                  |                   |                  |               |                   |                   | Medalha de prata |               |               |
| Coupe Internationale de Nice | Medalha de ouro   | Medalha de ouro   | Medalha de ouro   |                   |                  |                   |                  |               |                   |                   |                  |               |               |
| Nacional |                   |                   |                   |                   |                  |                   |                  |               |                   |                   |                  |               |               |
| Campeonato Russo | WD                | Medalha de ouro   | Medalha de ouro   | Medalha de ouro   | Medalha de prata | WD                | Medalha de prata |               | Medalha de bronze | Medalha de prata  | 5.ª              |               |               |
| Equipes |                   |                   |                   |                   |                  |                   |                  |               |                   |                   |                  |               |               |
| Troféu Mundial por Equipes |                   |                   | 5.ª 5T/2P         |                   |                  |                   |                  |               | 2T/3P             |                   |                  |               |               |
| |                   |                   |                   |                   |                  |                   |                  |               |                   |                   |                  |               |               |
| Legenda: GP = Grand Prix; CS = Challenger Series; WD = Abandonou; T = Posição da equipe; P = Posição individual; Competição não foi disputada nesta temporada |                   |                   |                   |                   |                  |                   |                  |               |                   |                   |                  |               |               |

#### Com Devin Patrick pelos Estados Unidos e Japão
| Resultados                    | Resultados      | Resultados | Resultados | Resultados | Resultados | Resultados | Resultados | Resultados | Resultados | Resultados | Resultados | Resultados | Resultados |
| Nacional                      | Nacional        | Nacional   | Nacional   | Nacional   | Nacional   | Nacional   | Nacional   | Nacional   | Nacional   | Nacional   | Nacional   | Nacional   | Nacional   |
| Evento/Temporada              | 2004– 2005      | 2005– 2006 |            |            |            |            |            |            |            |            |            |            |            |
| ----------------------------- | --------------- | ---------- | ---------- | ---------- | ---------- | ---------- | ---------- | ---------- | ---------- | ---------- | ---------- | ---------- | ---------- |
| Campeonato dos Estados Unidos |                 | 15.ª       |            |            |            |            |            |            |            |            |            |            |            |
| Campeonato Japonês            | Medalha de ouro |            |            |            |            |            |            |            |            |            |            |            |            |
|                               |                 |            |            |            |            |            |            |            |            |            |            |            |            |

#### Com Alexander Markuntsov pelo Japão
| Resultados | Resultados        | Resultados      | Resultados      | Resultados    | Resultados    | Resultados    | Resultados    | Resultados    | Resultados    | Resultados    | Resultados    | Resultados    | Resultados    |
| Internacional                                                                                                   | Internacional     | Internacional   | Internacional   | Internacional | Internacional | Internacional | Internacional | Internacional | Internacional | Internacional | Internacional | Internacional | Internacional |
| Evento/Temporada                                                                                                | 2000– 2001        | 2001– 2002      | 2002– 2003      |               |               |               |               |               |               |               |               |               |               |
| --- | ----------------- | --------------- | --------------- | ------------- | ------------- | ------------- | ------------- | ------------- | ------------- | ------------- | ------------- | ------------- | ------------- |
| Campeonato Mundial                                                                                              | 15.ª              | 13.ª            | 14.ª            |               |               |               |               |               |               |               |               |               |               |
| dos Quatro Continentes                                                                                          | 8.ª               | 9.ª             | 7.ª             |               |               |               |               |               |               |               |               |               |               |
| GP NHK Trophy                                                                                                   |                   | WD              | 5.ª             |               |               |               |               |               |               |               |               |               |               |
| GP Skate America                                                                                                |                   | 6.ª             | 5.ª             |               |               |               |               |               |               |               |               |               |               |
| GP Trophée Lalique                                                                                              |                   | 6.ª             |                 |               |               |               |               |               |               |               |               |               |               |
| Internacional – Júnior                                                                                          |                   |                 |                 |               |               |               |               |               |               |               |               |               |               |
| Campeonato Mundial Júnior                                                                                       | Medalha de prata  |                 |                 |               |               |               |               |               |               |               |               |               |               |
| JGP JGP Final                                                                                                   | Medalha de bronze |                 |                 |               |               |               |               |               |               |               |               |               |               |
| JGP JGP China                                                                                                   | Medalha de bronze |                 |                 |               |               |               |               |               |               |               |               |               |               |
| JGP JGP México                                                                                                  | Medalha de ouro   |                 |                 |               |               |               |               |               |               |               |               |               |               |
| Nacional |                   |                 |                 |               |               |               |               |               |               |               |               |               |               |
| Campeonato Japonês                                                                                              |                   | Medalha de ouro | Medalha de ouro |               |               |               |               |               |               |               |               |               |               |
| Campeonato Japonês – Júnior                                                                                     | Medalha de ouro   |                 |                 |               |               |               |               |               |               |               |               |               |               |
| |                   |                 |                 |               |               |               |               |               |               |               |               |               |               |
| Legenda: GP = Grand Prix; JGP = Grand Prix Júnior; WD = Abandonou; Competição não foi disputada nesta temporada |                   |                 |                 |               |               |               |               |               |               |               |               |               |               |

### Individual feminino pelo Japão
| JGP JGP Hungria                                                                |                   | 8.ª             |  |  |  |  |  |  |  |  |  |  |
| JGP JGP México                                                                 |                   | Medalha de ouro |  |  |  |  |  |  |  |  |  |  |
| Nacional                                                                       |                   |                 |  |  |  |  |  |  |  |  |  |  |
| Campeonato Japonês – Júnior                                                    | Medalha de bronze |                 |  |  |  |  |  |  |  |  |  |  |
|                                                                                |                   |                 |  |  |  |  |  |  |  |  |  |  |
| Legenda: JGP = Grand Prix Júnior; Competição não foi disputada nesta temporada |                   |                 |  |  |  |  |  |  |  |  |  |  |